# Guerra anglo-zulu
La guerra anglo-zulu fu combattuta nel 1879 tra il Regno Unito e il Regno Zulu nell'Africa meridionale e segnò la fine della nazione indipendente degli zulu. Rappresentò uno dei conflitti più sanguinosi della storia del colonialismo in Africa. La guerra fu l'ultima in cui tutta la fanteria di linea vestì la tradizionale giubba rossa.

## Contesto storico

### Gli insediamenti Boeri e il regno Zulu
Nel 1854, i boeri che si erano insediati nella regione corrispondente all'odierna provincia di KwaZulu-Natal (Sudafrica) ottennero dal re zulu Mpande la proprietà della zona di Utrecht, proclamando la nascita della Repubblica di Utrecht. Nel 1860 una commissione dei boeri fu incaricata di segnare i confini della repubblica e di ottenere dagli zulu la concessione di una strada che portasse alla baia di Santa Lucia, sull'oceano Indiano; la commissione, tuttavia, fallì nel suo intento.
Nel 1856 il regno Zulu venne sconvolto da una lotta intestina tra i due giovani ed ambiziosi figli del re Mpande, Mbulazi, il preferito del re, e Cetshwayo. Non ancora ventenne Cetshwayo schiacciò il rivale nella battaglia del fiume Tugela del dicembre 1856. Mbulazi ed i suoi seguaci furono giustiziati e Cetshwayo divenne il vero "uomo forte" del regno degli Zulu, in attesa di succedere al padre, nel 1872. Per evitare la stessa sorte, Umtonga, fratello di Cetshwayo, si rifugiò presso i boeri di Utrecht. Cetshwayo schierò il proprio esercito sul confine, cercando al contempo una via diplomatica per convincere i boeri a consegnargli Umtonga in cambio di una striscia di terra. I boeri accettarono a patto che la vita di Umtonga fosse risparmiata, ottenendo il controllo della regione compresa fra Rorke's Drift e il fiume Pongola. Nello stesso anno, le repubbliche boere della zona furono unificate nella Repubblica del Transvaal.
Nel 1865 Umtonga fuggì nuovamente dallo Zululand e Cetshwayo sciolse il patto con i boeri, chiedendo indietro la terra concessa alla repubblica di Utrecht e aggiungendo alle proprie richieste anche la restituzione della terra precedentemente consegnata dagli Swazi alla repubblica boera di Lydenburg; Cetshwayo infatti negava che gli Swazi, vassalli degli Zulu, avessero il diritto di disporre di tale terra. Durante l'anno, la tensione sui confini iniziò a crescere; dalla parte boera, fu schierato un "commando" guidato da Paul Kruger. Nel 1873 alla morte di Mpande, Cetshwayo divenne re e intraprese immediatamente una politica fortemente militarista, emulando il suo predecessore Shaka: egli accrebbe rapidamente l'esercito zulu, trascurato dopo la fine di Digane. Alla morte di Shaka l'armata Zulu inquadrava circa 15 000 guerrieri; nel 1878 i reggimenti di Cetshwayo contavano una forza di ben 40 000 effettivi. Tramite il commerciante John Dunn, amico personale di Cetshwayo, che lo aveva appoggiato durante l'ascesa al trono, furono introdotte nello Zululand le prime armi da fuoco. Si trattava per lo più di vecchi moschetti Brown Bess, ma vi erano anche armi moderne come i fucili Martini-Henry.
Nel 1874 Sir Henry Bartle Frere fu inviato in Sudafrica dal governo inglese per assumere la carica di Governatore del territorio del capo e di Alto Commissario per gli Affari dei Nativi. Egli aveva il compito di organizzare la regione secondo una federazione di stati simile a quella instaurata poco tempo prima in Canada. La politica britannica nella regione, tuttavia, era ostacolata dalla presenza di stati indipendenti come la Repubblica del Transvaal e il regno dello Zululand. Nel 1877 Theophilus Shepstone convinse i boeri del Transvaal a rinunciare alla propria indipendenza, diventando amministratore del Transvaal per conto della corona britannica.

### L'ultimatum ai nativi
Nel 1878 venne nominata dal tenente governatore del Natal una commissione per deliberare sulla questione dei confini. Le richieste di Cetshwayo furono accolte, ma si richiese che i boeri ormai insediati nella regione che doveva essere resa agli Zulu potessero rimanervi indisturbati o di scegliere di andarsene in cambio di una ricompensa. Cetshwayo, tuttavia, permise che i suoi uomini molestassero ripetutamente i coloni.
L'Alto Commissario Frere, dal canto suo, iniziò a mettere in atto una serie di azioni per alimentare la tensione sui confini. Chiese a Cetshwayo di modificare il proprio sistema militare, per esempio chiedendo che i reggimenti non potessero essere richiamati alle armi senza il consenso del governo britannico. Agendo sostanzialmente di propria iniziativa, Sir Henry Bartle Frere consegnò, durante un incontro con i rappresentanti degli Zulu avvenuto sul Lower Tugela Drift, un improbabile ultimatum l'11 dicembre 1878. Alla fine Bartle Frere ottenne quello che era probabilmente il suo obiettivo: la mancata risposta di Cetshwayo al suo ultimatum, infatti, causò la dichiarazione inglese dello stato di guerra l'11 gennaio 1879.

## Il conflitto

### Inizio delle ostilità
L'esercito di cui disponeva Chelmsford era relativamente piccolo (17 173 effettivi, per due terzi truppe indigene e volontari locali non del tutto affidabili), ma con la punta di diamante rappresentata da circa 5 000 uomini appartenenti alle truppe di fanteria inglese, ben addestrate ed armate.

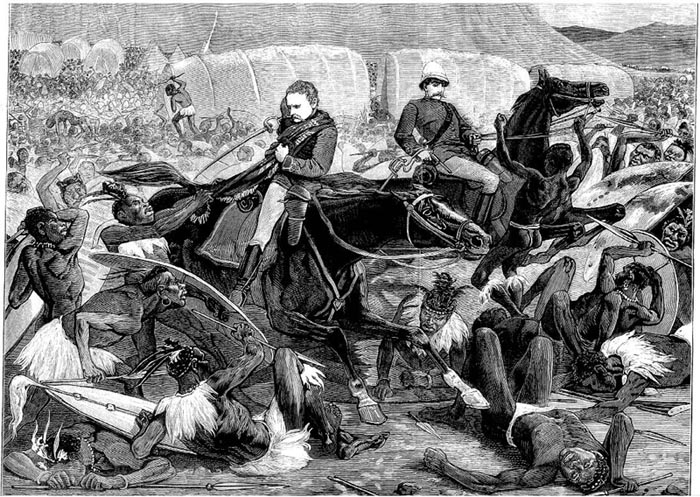
Rappresentazione della battaglia di Isandlwana

Chelmsford aveva ai suoi ordini i reggimenti 24°, 80°, 41° e 90° "Perthshire", parzialmente sotto organico. Sei compagnie dell'88° "Connaught Ranger", sei compagnie del 99° "Duke of Edinburgh", il 2º battaglione del 3° "East Kent" (otto compagnie), il 2º battaglione del 4º reggimento; il 1º battaglione del 13º reggimento. Tutti i fanti inglesi, vestiti con la tradizionale divisa rossa (e perciò detti comunemente "aragoste"), disponevano in dotazione del fucile a retrocarica Martini-Henry Mk.II da 0.45 pollici (11,43 mm). L'armata britannica era priva di cavalleria regolare; disponeva di due squadroni di fanteria montata (mounted infantry), cui si aggiungevano le unità locali boere e volontarie, organicamente ridotte: la Natal Native Police (permanente), gli squadroni volontari Alexandra Monted Rifles, Buffalo Borders Guard, Stanger Mounted Rifles contavano circa 180 effettivi. Il vestiario e l'armamento di queste unità era abbastanza eterogeneo (carabine corte Swinburn-Henry e fucili Snider a calcio ridotto). I volontari, però, erano utilissimi per la conoscenza del territorio, e buonissimi tiratori. Dai boeri arrivò solo un "commando" di rinforzo (32 uomini) al comando di Piet Uys, che fu aggregato alla brigata del colonnello Henry Evelyn Wood assieme ad alcune unità indigene tratte da tribù swazi e dissidenti zulu. Più consistente fu l'apporto della leva tra le tribù indigene. Nonostante la forte opposizione del Governatore del Natal, Henry Buwler, la leva militare ordinata da Chelmsford per rinforzare in tutti i modi l'esercito, portò al reclutamento di 8 000 uomini (il 10% bianchi) organizzati nel Natal Native Contingent, inquadrato nel 1º Reggimento, su tre battaglioni, per un totale di 70 compagnie, ognuna composta da 100 nativi e nove sottufficiali bianchi. Solo il 10% della truppa disponeva di fucili di vecchio modello, con poche munizioni, migliore la componente a cavallo del NNC, con cinque squadroni di 50 uomini del Natal Native Horse. Tre squadroni (Sikhali) erano composti da membri del clan Ndwandwe, armati ed equipaggiati all'europea. La Royal Navy partecipò attivamente al conflitto sbarcando dalle navi da guerra Tenedos ed Active un contingente di 300 uomini (per un quinto Royal Marines) dotati di cannoni da sette libre, mitragliatrici Gatling e lanciarazzi Hales e Fisher. L'artiglieria disponibile comprendeva cannoni da sette e nove libbre, alcune batterie di lanciarazzi, la 5ª Compagnia di Royal Engineers, unità dal corpo sanitario e della logistica. Le colonne dei vettovagliamenti erano composte da 612 carri coperti pesanti e 113 carri leggeri, ed erano disponibili 7 626 animali da tiro.
Prima dell'inizio della campagna Chelmsford aveva richiesto l'invio di truppe di rinforzo, ma il governo inglese, già impegnato nella seconda guerra afghana, negò l'autorizzazione. Durante la riunione sul fiume Tugela, Lord Chelmsford illustrò ai suoi comandanti il piano d'invasione. Egli voleva marciare il più rapidamente possibile sulla capitale Ulundi, il kraal reale posto 60 miglia a nord del confine, per chiudere al più presto la campagna militare, sul modello dell'invasione dell'Etiopia al quale aveva partecipato.
Il comandante inglese suddivise l'esercito in cinque colonne (o Brigate). La Prima, forte di 4 750 uomini, al comando del colonnello Charles Knight Pearson, aveva il compito di coprire la destra dello schieramento inglese. Pearson fortificò la riva settentrionale del Tugela, costruendovi Fort Tenedos. Da qui partì il 18 gennaio marciando alla volta di Eshowe, sede di una vecchia missione norvegese, sulla strada per Ulundi.
Contemporaneamente, al centro avanzava Chelmsford con la Terza colonna forte di 4 709 uomini, agli ordini diretti del colonnello Richard Thomas Glyn comandante del 24º Reggimento (ex 2° Warwickshire). Passato il Tugela Glynn arrivò al guado di Rorke's Drift sul Buffalo River dove lasciò un deposito ed un ospedale da campo. L'ala sinistra era invece coperta dalla Quarta colonna forte di 1 565 uomini, partita da Utrecht (nel Transvaal) agli ordini del Colonnello Henry Evelyn Wood.
La Quinta colonna, formata dal 41º Reggimento del Colonnello Hugh Rowlands rinforzato da alcune unità logistiche e da rincalzi appena arrivati, era forte di 2 278 effettivi. Essa era accampata a Lunesburg, entro i confini del Transvaal, con il compito di controllare la tribù dei Pedi (alleati degli zulu) e anche i Boeri, che non avevano ancora digerito l'annessione alla Colonia inglese del Capo. La Seconda colonna, forte di 3 871 uomini, al comando del Colonnello Anthony William Durnford aveva il compito di proteggere e sorvegliare i confini, coprendo le linee di comunicazione dell'armata che avanzava. La Seconda colonna era posizionata a Middle Drift.
Nei giorni successivi all'invasione Dunford, avuta notizia di movimenti nemici a nord, lasciò la propria posizione raggiungendo la terza colonna. La reazione di Lord Chelmsford, che vedeva di malocchio Durnford considerato troppo "tiepido" con gli Zulu, fu chiara ed immediata. Chelmsford lo minacciò apertamente, in caso di ulteriori disubbidienze, di togliergli il comando, ma per non privarsi di un comandante esperto gli ordinò di coprire la linee di comunicazione tra Rorke's Drift e l'avanzante colonna principale, con un reparto formato da due compagnie del Natal Native Contingent e cinque squadroni del Natal Native Horse.
L'astuzia degli zulu nel sabotare le strade piazzando pietre che, opportunamente sistemate, danneggiavano le ruote di carri e cingolati, contribuiva a rallentare ulteriormente la marcia degli inglesi.

### Le prime operazioni
Chelmsford spostò le sue truppe da Pietermaritzburg, dove erano acquartierate, fino all'accampamento di Helpmekaar, vicino a Greytown.
Il 9 gennaio le truppe inglesi si concentrarono a Rorke's Drift, e nella mattinata dell'11 gennaio, senza aspettare la risposta all'ultimatum, cominciarono ad attraversare il fiume Buffalo (Buffalo River), entrando così nello Zululand. Oltrepassato il Buffalo River Chelmsford distrusse un kraal nemico sul Batshe River dopo aver sostenuto un breve combattimento, giungendo ai piedi della collina rocciosa di Isandlwana il 20 gennaio 1879.
Qui, continuando a sottovalutare la velocità di manovra dell'armata zulu, decise di porvi la sua base avanzata, lasciando il treno logistico, sei compagnie del I Battaglione del 24º Reggimento (599 soldati regolari inglesi), una sezione d'artiglieria con 70 uomini ed un reparto di nativi (compresi i 118 cavalleggeri dei Natal Carbineers e Natal Police). Queste forze erano al comando del quarantenne Colonnello Henry B. Pulleine. In servizio da ventiquattro anni egli non era mai stato in azione, cosa sorprendente per un esercito che dopo la Campagna di Crimea era stato costantemente impegnato in cinque conflitti regionali e decine di operazioni coloniali.
Partendo da Isandlwana, circa alle 3 del mattino del 22 gennaio, Chelmsford ordinò, tramite un messaggero (il Tenente Horace Lockwood Smith-Dorrien), a Dunford di unirsi a Pulleine.
Il comandante della Seconda colonna si mise subito in marcia, arrivando al campo di Isandlwana alle 10 del mattino. Dunford disponeva dei cavallereggi del Natal Native Horse, delle compagnie D ed E del I Battaglione/1º Reggimento Natal Native Contingent e di una batteria di lanciarazzi al comando del maggiore Broadfoot Russell. Dunford declinò l'offerta di assumere il comando fattagli da Pulleine, ed iniziò a raccogliere immediatamente tutte le crescenti segnalazioni relative alle mosse dell'armata Zulu.
La posizione del campo di Isandlwana era piuttosto forte se le truppe si fossero trincerate ed organizzate in modo da concentrare il fuoco contro un attacco frontale. Purtroppo i comandanti inglesi ignorarono i consigli che diversi boeri, tra cui il futuro capo della rivolta anti-inglese Paul Kruger, avevano fornito loro, come adottare cerchi di carri (i tipici laager). Di fronte al moltiplicarsi di notizie contraddittorie circa la posizione degli zulu, Durnford lasciò il campo di Isandlwana per cercare di capire se l'armata nemica stava per colpire la colonna di Chelmsford.
Infatti un'armata forte di 22 000 guerrieri zulu, comandata dal principe Ntshingwayo kaMahole Khozab stava aggirando rapidamente la "Colonna Chelmsford" ferma per il rancio a Silutshana, per piombare sul campo di Isandlwana. Sfortunatamente per gli inglesi l'obiettivo di Ntshingwayo kaMahole Khozab erano proprio le linee di comunicazione: Isandlwana e Rorke's Drift, contro cui inviò la divisione di riserva uNDI con un reggimento autonomo di rinforzo.
L'armata Zulu attraversò rapidamente la valle del Ngwabeni, dilagando sulla piana di Nqutu. Qui venne avvistata dal Tenente Charles Raw, del 1º Squadrone SIKHALI, uscito di pattuglia con Durnford, assieme al 3º Squadrone (tenente R. Wyatt), al 1º Battaglione del Natal Native Contingent (Capitano C. Course) e alla batteria di razzi del maggiore Russell verso le 11.30. Circa quindici minuti dopo il colonnello Durnford, seguendo le indicazioni di Raw, si imbatté nel nemico. Purtroppo per lui non era un reggimento in fase aggirante, ma l'intera armata nemica. Durnford agì in maniera sconsiderata, facendo smontare da cavallo gli uomini disponendoli in linea di fronte per impegnare il nemico, inviando messaggeri a Pulleine, con l'intenzione di difendere il campo base da una posizione lontana due chilometri. Così facendo costrinse l'inesperto colonnello ad allungare le sue esigue linee di fucilieri sino alla posizione del collega. Questo voleva dire spezzare la concentrazione di fuoco necessaria, in assenza di trinceramenti o ripari, a tenere distante il nemico e che era l'unica possibilità per gli inglesi di scampare al mortale pericolo. Ogni soldato disponeva di 100 colpi che, però, il ritmo di fuoco necessario per tenere distanti gli zulu esaurì rapidamente. Le cassette di munizioni di riserva erano ben stivate sui carri e sigillate in modo da garantirne l'efficienza. Ciò rendeva lunghe le operazioni di distribuzione delle riserve di munizioni, con i ritmi ritardati dalla lontananza dell'unità. Inoltre la scarsa artiglieria di Pulleine non era in grado di spezzare la massa dei guerrieri che stavano aggirando le posizioni inglesi, applicando la tattica delle corna di bufalo.
La batteria di razzi del maggiore Broadfoot Russell fu ben presto tagliata fuori dal grosso delle unità inglesi, sopraffatta e distrutta. Durnford si batteva bene ma, secondo il tenente Henderson del 4º Squadrone NNH, arrivato di rinforzo assieme al resto della cavalleria presente a Isandlwana, perse ben presto completamente il controllo della battaglia. A corto di munizioni e con gravi perdite, egli cercò di ripiegare sul campo base per ricongiungersi ai fucilieri di Pulleine, coprendosi i fianchi. Purtroppo tale tattica avrebbe dovuto essere applicata subito all'inizio dello scontro.
Gli zulu, quindici volte più numerosi, attaccarono le forze di Pulleine al terribile grido di battaglia uSuthu!, rompendo le sue esigue linee e dilagando sul campo. Il contingente di fanteria nativa si diede alla fuga, aprendo nuove brecce nello schieramento inglese. Con il formalismo tipicamente inglese Pulleine ordinò a due ufficiali, i tenenti Teignmouth Melvill suo aiutante, e Nevill Coghill di "salvare i colori", affidando loro la bandiera del 24º Reggimento. L'impresa non riuscì ed i due ufficiali furono intercettati ed uccisi sulla sponda sud del Buffalo River.
Sul campo di battaglia di Isandlwana caddero i colonnelli Henry B. Pulleine e Anthony William Durnford assieme a 1 329 dei 1 800 uomini a loro disposizione. Come loro tradizione gli zulu non fecero prigionieri, si salvarono solo 55 militari britannici e 300 nativi che riuscirono a fuggire. Oltretutto, dopo la battaglia, gli zulu, seguendo le loro tradizioni e credenze, aprirono i corpi dei morti per liberare gli spiriti dei defunti, affinché non tornassero a perseguitarli. Di contro l'armata zulu ebbe almeno 1 000 morti e migliaia di feriti, ma si impadronì di un migliaio di moderni fucili.

### La battaglia di Rorke's Drift e la ritirata dei britannici
Subito dopo lo scontro di Isandlwana una parte delle forze zulu, guidate dal principe Dabulamanzi kaMpande (fratello di Cetshwayo), attraversarono il confine del Buffalo River e attaccarono la base logistica di Rorke's Drift. Si trattava di 4 500 guerrieri della divisione uNDI, rinforzata con un reggimento autonomo. Nessuna di queste unità aveva partecipato alla battaglia di Isandlwana, ed i guerrieri erano ansiosi di entrare in combattimento.
Gli Zulu attaccarono frontalmente convinti di schiacciare in fretta l'esiguo contingente britannico. Le forze inglesi, 84 fucileri del 24º Reggimento, tre sanitari, alcuni volontari europei e trentasei ammalati, erano comandate dal Tenente del Genio John Chard, coadiuvato dal Tenente Gonville Bromhead comandante della compagnia B del II/24°.
Gli inglesi, ben trincerati, respinsero gli assalitori grazie ad un nutrito fuoco di fucileria. Dopo il combattimento, protrattosi per tutta la notte e parte del giorno successivo, gli zulu si ritirarono lasciando sul terreno 315 caduti (altri 150 feriti decedettero in seguito per le ferite riportate). Poche ore dopo arrivò alla missione Chelmsford, tornato sui suoi passi dopo la sconfitta di Isandlwana. Agli eroici difensori di Rorke's Drift furono assegnate ben 11 Victoria Cross, il più alto numero concesso in un'unica azione dalla costituzione della decorazione nel 1856.
Sempre il 22 gennaio la "Colonna Pearson" venne attaccata a Nyezane da una forza di 6 000 guerrieri zulu guidati dal generale Umatyiya, che avevano il compito di creare un diversivo. Respinto l'assalto Pearson avanzò fino ad arrivare ad Eshowe, dove fu raggiunto dalla notizia della sconfitta di Isandlwana. Egli si fortificò sul posto, venendo ben presto circondato, assieme ai 1 700 uomini rimastigli, dalle forze Zulu. Il 15 febbraio un'armata zulu forte di 10 000 guerrieri, comandati dal principe Dabulamanzi kaMpande tenne bloccato Pearson a Eshowe. Reduce da Rorke's Drift, e conscio del micidiale volume di fuoco sviluppato dai fucili Martini-Henry, Dabulamazi kaMpande tenne i suoi guerrieri ben al di fuori dal raggio d'azione dei fucili inglesi. Con Chelmsford ritiratosi e Pearson bloccato l'unico reparto inglese ancora in territorio zulu, quello comandato dal colonnello Henry Evelyn Wood, si trincerò in una fortissima posizione naturale sulla collina di Khambula, dopo aver sconfitto un reggimento nemico il 24 gennaio.
Nel tentativo di liberare la colonna Pearson, Chelmsford ordinò a Wood di compiere un'azione diversiva mentre lui sarebbe avanzato su Eshowe per ricongiungersi a Pearson. Wood inviò la sua cavalleria, comandata dal tenente colonnello Redvers Buller contro la tribù degli abaQulusi, alleata degli zulu, accampata a Hlobane, 20 miglia a sud-est di Kambula. A Hlobane si trovava anche il giovane principe Mbelini kaMswati, capo di un gruppo di 800 guerrieri rinnegati swazi. Il giovane principe, ferocemente contrario all'amicizia tra gli swazi e la colonia britannica, aveva attaccato e distrutto sul fiume Ntobe un distaccamento dell'80º Reggimento Staffordshire Volunteer. Con l'arrivo di Mbelini a Hlobane si trovavano concentrati circa 1 500 guerrieri. Wood puntava ad eliminare tale minaccia ed a vendicare i caduti dell'80°.
Purtroppo Mbelini aveva già chiesto rinforzi a Cetshwayo, ed il giorno 24 da Ulundi partì un impi di 22 000 uomini al comando del vincitore di Isandlwana, Ntshingwayo, coadiuvato dal sessantenne principe Mnyamana kaNgqengelele. Nonostante fosse stato avvertito già ventiquattr'ore prima della mossa nemica, Wood partì da Kambula il 27 marzo.
L'attacco contro le posizioni di Mbelini fu ostacolato dal maltempo e dalle barricate erette dagli indigeni, che aprirono un preciso fuoco con i fucili in loro dotazione bloccando gli assalti inglesi. Mentre Wood era impegnato nel combattimento gli scout indigeni al suo servizio gli fecero notare l'avvicinarsi dell'armata zulu guidata da Ntshingwayo che si apprestava a lanciarsi lungo i pendii delle alture di Hlobane per aggirare e travolgere gli inglesi impegnati frontalmente da Mbelini. Furono l'abilità di Wood ed il coraggio di Buller a salvare la colonna inglese dall'annientamento totale, con il grosso delle forze che ripiegarono ordinatamente su Kambula. Due giorni dopo le truppe inglesi trincerate a Khabula respinsero un massiccio attacco degli impì zulu, le cui cariche furono spezzate dal fuoco di 15 compagnie di fucilieri appoggiate da sei cannoni da montagna, e quindi contrattaccate dai 600 cavalleggeri di Buller. Il 29 maggio gli zulu patirono la loro prima, vera, disfatta, lasciando sul terreno tremila dei loro migliori guerrieri, e subendo un duro colpo morale.
Il 29 marzo Chelmsford, alla testa di 6 000 uomini, usciva da Fort Tenedos marciando in forze su Eshowe nel tentativo di liberare Pearson. All'alba del 2 aprile Chelmsford piazzò i suoi reparti davanti al campo fortificato degli Zulu, situato a Gingindlovu. Il generale inglese, memore dei precedenti, trincerò la sua posizione e la fortificò con un laager di carri alla boera, aspettando l'urto nemico. Dabulamanzi kaMpande lanciò i suoi impì all'attacco, ma dopo una furiosa battaglia furono costretti a ripiegare dal preciso e continuo fuoco inglese. Verso mezzanotte i difensori di Eshowe furono raggiunti dal 91º Reggimento Highlanders, cornamuse in testa. Liberato Pearson, le forze di Chelmsford ripiegarono, ed il 5 marzo gli zulu tornarono ad Eshowe distruggendo le fortificazioni. Con questa battaglia terminò la prima fase della campagna d'invasione, molto sfavorevole a Chelmsford, mentre gli zulu potevano vantare uno spettacolare successo, ottenuto però a carissimo prezzo. Le perdite subite dai reggimenti di Cetshwayo erano terrificanti, calcolabili tra il 20 ed il 30% delle forze disponibili.

### La seconda invasione
Nei mesi successivi (aprile-maggio 1879) sia Chelmsford che Cetshwayo rimasero fermi presso i propri accampamenti. Cetshwayo approfittò delle settimane di tregua per cercare di intavolare trattative di pace con gli inglesi, ma Chelmsford, che stava combattendo una propria battaglia con Londra per mantenere il comando ed ottenere rinforzi, chiarì a Cetshwayo che i negoziati potevano riprendere solo alle vecchie condizioni, ossia: smobilitazione dell'armata e consegna delle armi da fuoco (e delle bandiere catturate ai reparti inglesi sconfitti). Anche il nuovo ultimatum fu respinto da Cetshwayo.

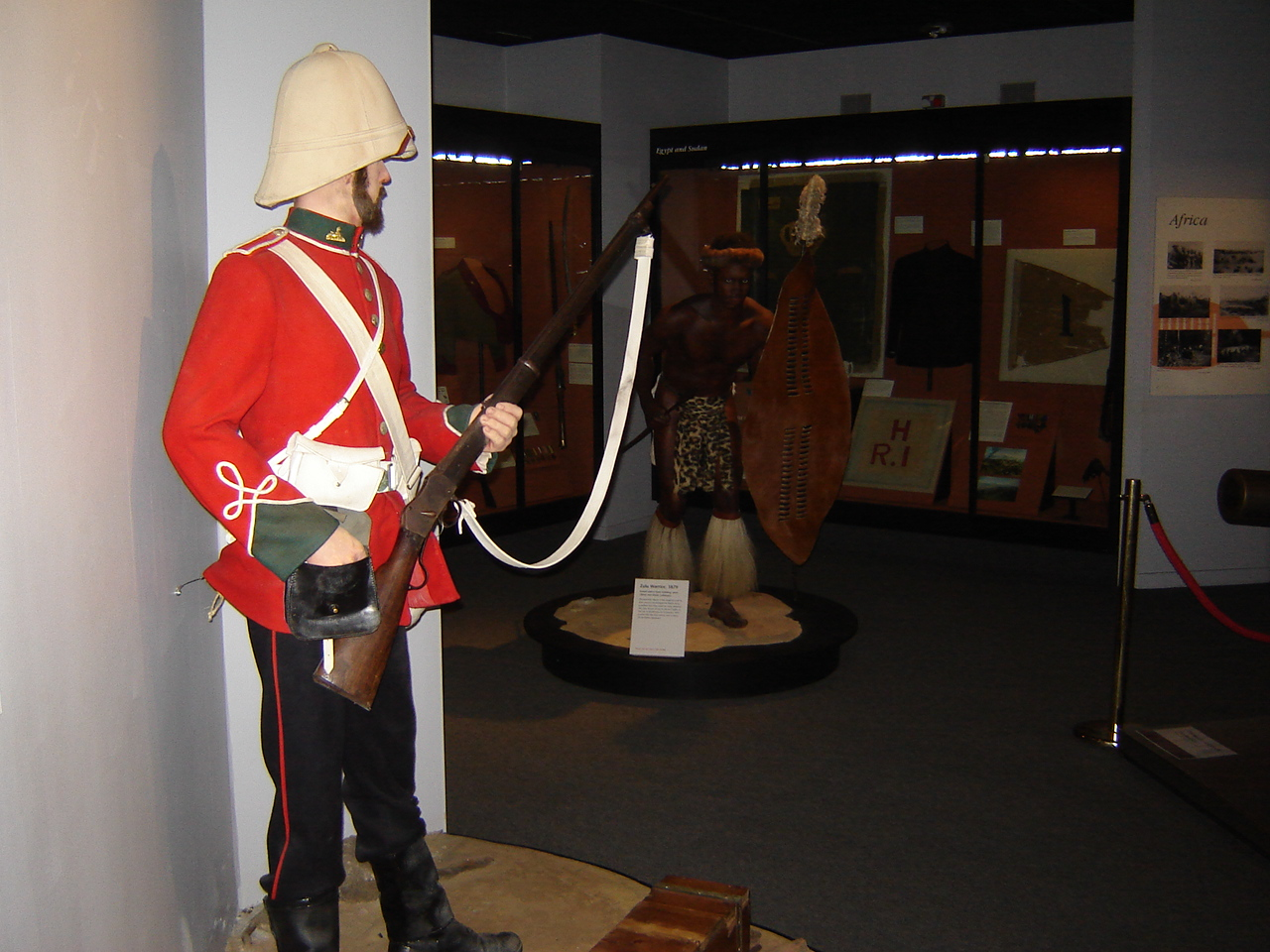
Un militare britannico e un guerriero zulu al National Army Museum Zulu War

Tra maggio e giugno Chelmsford fu impegnato a riorganizzare le sue forze, integrandole con le unità che stavano arrivando dall'Inghilterra e dall'Impero. Arrivò innanzitutto una Brigata regolare di cavalleria agli ordini del maggiore generale Frederick Marshall, che inquadrava il 1º Reggimento King's Dragons Guards e il 17º Reggimento Lancieri Duke of Cambridge's Own. La fanteria fu rinforzata con sei compagnie del 2º Battaglione/21º Reggimento Royal Scots Fuciliers, otto compagnie del 57º Reggimento West Middlesex, sei compagnie del 58° Rutlandshire, sette compagnie del 3/60º Reggimento Rifles e quattordici compagnie del 91º Reggimento Highlanders Princess Louise's Argyllshire (impiegato anche per liberare Eshowe) e del 94º Reggimento. Vennero ricevuti anche rinforzi di artiglieria, genio e supporti, mentre il 20 marzo, con gli elementi sbarcati dalla nave, fu costituita la Brigata di marina.
L'armata di invasione fu organizzata su due divisioni omogenee e una colonna volante formata con i migliori reparti indigeni, fanteria leggera e cavalleria irregolare al comando di Wood. La Prima Divisione (o Coastal Column), al comando del Maggior Generale
H. H. Crealock, comprendeva distaccamenti in Natal della Naval Brigade (tre cannoni da 9-pounders, quattro 24-pounder rockets, quattro mitragliatrici Gatling), la Colonial Mounted Volunteers (564 uomini posizionati a Gingindhlovu, più i Lonsdale's Mounted Rifles),
John Dunn's Scouts, la 1st Brigade del Colonnello Pearson (3rd Buffs. 2/3rd Regiment, 88th Regiment, 99th Regiment), la 2nd Brigade del Colonnello Clarke (57th Regiment, 3/60th Rifles, 91st Highlanders), Artiglieria comprendente la batteria M/6 del R.F.A. (sei 7-pounders), una sezione della 8/7 Battery, R.G.A. (due 7-pounders), una sezione della 11/7 Battery, R.G.A. (due 7 pounders), la 0/6 Battery, R.F.A. (Ammunition column).
La Seconda Divisione (Ulundi Column) Tenente Generale Lord Chelmsford, ma agli ordini del Maggior Generale Edward Newdigate comprendeva la Cavalry Brigade del Maggior Generale Frederick Marshall (uno squadrone del 1st King's Dragoon Guards, il 17th Lancers, One troop del Natal Native Horse), 1st Brigade del Colonnello Collingwood (2/21st Fusiliers, meno due compagnie; 58th Regiment, meno due compagnie) la 2nd Brigade del Colonnello Richard Thomas Glyn (24th. 1/24th Regiment, meno una compagnia e il 94th Regiment, meno due compagnie) un battaglione del Natal Native Contingent. Artiglieria e genio comprendenti: la N/5 Battery, R.F.A. (sei 7-pounders), la N/6 Battery. R.F.A. (sei 9-pounders), la 0/6 Battery. R.F.A. (Ammunition
column).
La Colonna Volante (Flying Column) del Brigadiere Generale Henry Evelyn Wood comprendeva 784 cavalleggeri al comando del tenente Colonnello Redvers Buller, uno squadrone dell'Imperial Mounted Infantry, i Colonial Mounted Volunteers (a Khambula, con i Natal Light Horse). Come artiglieria disponeva della 11/7 Battery. R.G.A, meno una sezione, con quattro 7-pounders, e della 10/7 Battery. R.G.A. (quattro mitragliatrici Gatling). Come fanteria Wood disponeva del 3/3rd Light Infantry, l'80th Regiment, meno quattro compagnie, il 90th Light Infantry e un battaglione del Natal Native Contingent.
Per coprire il Natal e le linee di comunicazione, Chelmsford diede al Maggior Generale Hugh Clifford una parte della Naval Brigade, il 1st King's Dragoon Guards (meno uno squadrone), elementi del Colonial Mounted Volunteers, del 2/4th Regiment e del 2/24th Regiment, due compagnie del 2/21st Fusiliers, una compagnia del 1/24th Regiment, due compagnie del 58th Regiment, due compagnie del 94th Regiment e due battaglioni del Natal Native Contingent.
Completato l'afflusso dei rinforzi e ripianate le perdite, alla fine del mese di maggio Chelmsford riprese l'offensiva. Purtroppo tra i rinforzi giunti vi era un'autentica, per quanto principesca, "testa calda" amante dell'avventura, il giovane principe Luigi Napoleone, figlio dell'ex imperatore francese Napoleone III. Il principe viveva, con la madre, in esilio in Inghilterra dove frequentava l'Accademia militare di Woolwich. Dopo il disastro di Isandlwana chiese di partire come volontario per la guerra. Tale autorizzazione gli fu concessa tra molte titubanze, ed il generale Chelmsford ebbe l'ordine di non fargli correre pericoli.
Durante una partita di caccia, il principe cadde in un'imboscata e rimase ucciso assieme ai due cavalleggeri della scorta. La sua morte (1º giugno 1879) pose Chelmsford in una difficile situazione. La vicenda ebbe una vasta eco nell'opinione pubblica. A Londra il governo conservatore del primo ministro inglese Benjamin Disraeli era in crisi e di lì ad un anno si sarebbero tenute le elezioni. Per risollevarsi dagli insuccessi servivano una vittoria ed un generale abile e affermato. Disraeli esonerò Chelmsford dal suo comando, sostituendolo con Garnet Wolseley.
Praticamente Disraeli impose Wolseley alla regina Vittoria, ed alle proteste dell'Imperatrice che criticava le cattive maniere del nuovo comandante rispose: «È vero, Wolseley è uno spaccone egocentrico. Esattamente come Nelson». Mentre il nuovo comandante raggiungeva il Sudafrica, Chelmsford, forzato da quanto stava accadendo nelle sue retrovie, avanzò decisamente sulla capitale nemica, evitando le imboscate. Unico corpo distaccato dalla colonna principale fu quello di Wood che spazzò ogni resistenza nemica davanti alla forza d'invasione, creando il 1º luglio 1879 il campo fortificato di Fort Notela nei pressi del guado sul fiume Mfolozi, cinque chilometri a sud del kraal reale. La base era tenuta dal ricostituito 1º Battaglione del 24º Reggimento. Il giorno dopo Lord Chelmsford arrivò con il grosso delle forze.

### La battaglia di Ulundi e la fine
Il 4 luglio 1879 Chelmsford riportò la definitiva vittoria sugli zulu davanti al kraal reale di Ulundi, sconfiggendo pesantemente l'esercito di Cetshwayo. Alle 9 Chelmsford, che disponeva di 5 300 fanti e 899 cavalleggeri (meno i 1 100 soldati lasciati a Fort Notela), appoggiati da 12 pezzi da campagna e due mitragliere Gatling, schierò i suoi battaglioni in un perfetto rettangolo. Il quadrato si fermò a tre chilometri da Ulundi.
Cetshwayo, come previsto, lanciò all'attacco i migliori reggimenti della sua armata, con 20 000 guerrieri. I suoi generali tentarono ancora una volta di schiacciare il nemico secondo le tattiche di Shaka. Da Ulundi e dalla tomba del padre del sovrano, Mpande, sulla sinistra dello schieramento britannico (lato ovest) attaccarono i reggimenti Udloko, Uthulwana, Indluyenwe, Isangqu, Imbubem e Umbonambi, forti di novemila uomini. Sulla destra inglese (lato est) attaccarono partendo dal villaggio fortificato di KwaNodwengu gli amabutho Umxhapo, Insukamngeni e Iqwa (di recente formazione) e i veterani Indlondlo, Unokhenke, Uve, Udududu forti di 11 000 guerrieri, per un terzo coscritti inesperti.
L'assalto fu formidabile, ma la potenza di fuoco degli inglesi falciò gli attaccanti senza scampo. I più fortunati guerrieri Zulu arrivarono a trenta metri dal "quadrato del diavolo" per essere falciati dal fuoco nemico. Anche un tentativo di attacco delle riserve Zulu al lato sud fallì e, mentre il nemico ripiegava con perdite gravissime, Marshall lanciò la cavalleria al contrattacco, trasformando la ritirata in una rotta disperata. La battaglia era durata meno di un'ora. Quattromila guerrieri zulu avevano perso la vita durante il disperato assalto contro le forze inglesi che, per contro, ebbero 10 morti e 97 feriti. Cetshwayo capì che la lotta era finita: «Un assegai è stato piantato nel ventre della Nazione. Non ci sono lacrime sufficienti per piangere i morti». Lo stesso re si diede alla fuga rifugiandosi nella foresta di Ngome. Le truppe inglesi appiccarono il fuoco e rasero al suolo Ulundi. La fuga di Cetshwayo non durò a lungo, egli fu catturato il 26 agosto, bandito dal nativo Zululand e posto agli arresti domiciliari a Città del Capo.
Fu proprio il successore di Lord Chelmsford, Garnet Wolseley, che contribuì a riabilitarlo agli occhi dell'opinione pubblica, accreditando presso la corona inglese il ruolo avuto da Thesinger nella vittoriosa battaglia di Ulundi, della quale era stato l'effettivo vincitore. Wolseley, però commentando in privato la campagna condotta dal suo più anziano collega, parlò apertamente di fallimento.

## Filmografia
- Zulu - film del 1964 diretto da Cy Endfield.
- Zulu Dawn - film del 1979 diretto da Douglas Hickox.